# 特熱貝尼采

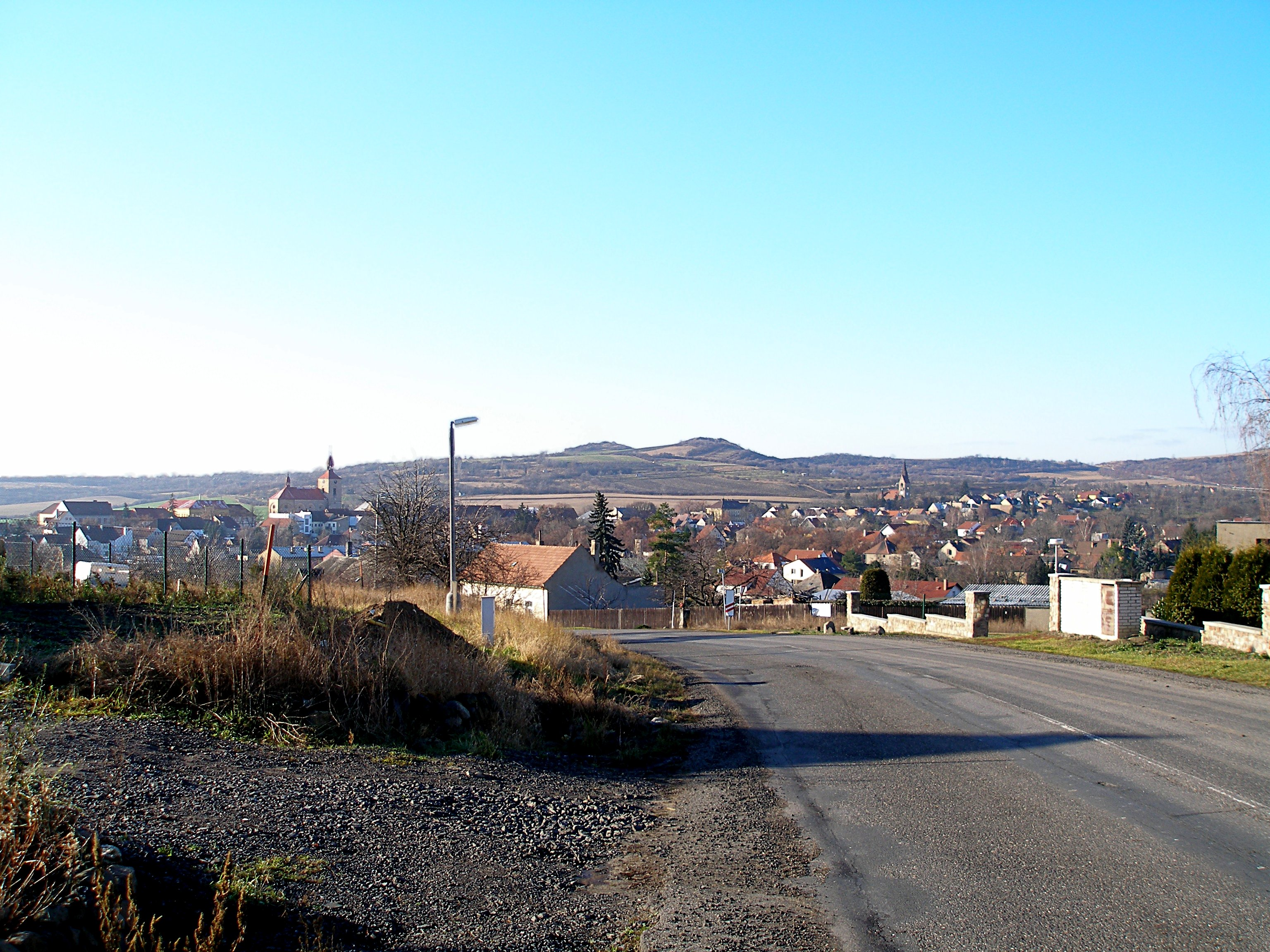

特熱貝尼采是捷克的城鎮，位於該國西北部，距離利托梅日采16公里，由烏斯季州負責管轄，面積21.85平方公里，海拔高度228米，2007年人口1,826。

## 外部連結
- Municipal website